# František Douda

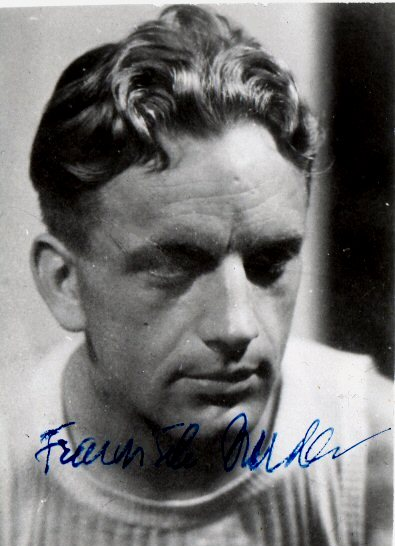
František Douda

František Douda (* 23. Oktober 1908 in Lhota Samoty; † 15. Januar 1989 in Prag) war ein tschechischer Leichtathlet, der in den 1930er Jahren im Kugelstoßen erfolgreich war. Er stieß Weltrekord und gewann zwei Bronzemedaillen. Auch als Diskuswerfer trat er in Erscheinung, allerdings mit mäßigem Erfolg.
Er war 1,91 m groß und wog in seiner aktiven Zeit 96 kg.

## Erfolge
- Olympische Sommerspiele 1928: 20. im Diskuswurf
- Olympische Sommerspiele 1932: Bronze im Kugelstoßen mit 15,61 m hinter den US-Amerikanern Leo Sexton mit 16,00 m und Harlow Rothert mit 15,67 m, 15. im Diskuswurf
- Prag, 24. September 1932: Weltrekord mit 16,20 m (Verbesserung der bisherigen Bestmarke von Leo Sexton (USA) um 4 cm, verbessert 1934 von Jack Torrance (USA))
- Europameisterschaften 1934: Bronze im Kugelstoßen mit 15,19 m hinter dem Esten Arnold Viiding und dem Finnen Risto Kuntsi, beide ebenfalls mit 15,19 m
- Olympische Sommerspiele 1936: Siebter im Kugelstoßen mit 15,28 m

## Leistungsentwicklung

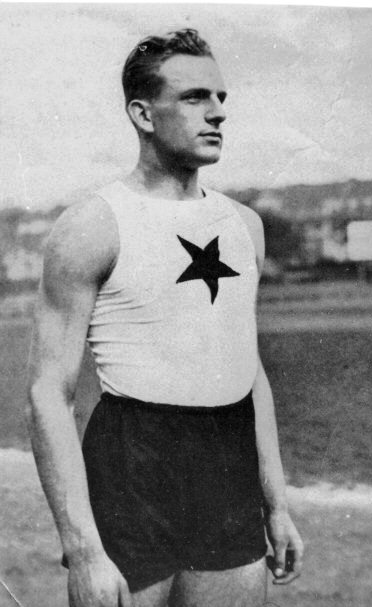
František Douda 1931

| Jahr                          | Kugel   |
| ----------------------------- | ------- |
| 1929, 22. Sept. in Jílové     | 15,05 m |
| 1930, 13. Sept. in Brno       | 14,88 m |
| 1931, 4. Okt. in Brno         | 16,04 m |
| 1932, 24. Sept. in Prag       | 16,20 m |
| 1933, 23. Sept. in Prag       | 15,64 m |
| 1934, 3. Juni in L. Poděbrady | 15,54 m |
| 1935, 17. Juni in Beograd     | 15,49 m |
| 1936, 13. Juni in Prag        | 15,49 m |
| 1940, 8. Sept. in Klatový     | 15,51 m |